# Pseustes
Pseustes är ett släkte av ormar. Pseustes ingår i familjen snokar.
Enligt The Reptile Database blev släktet upplöst och arterna flyttades till släktena Phrynonax och Spilotes.
Arter som tidigare ingick i släktet enligt Catalogue of Life:
- Pseustes cinnamomeus
- Pseustes poecilonotus
- Pseustes sexcarinatus
- Pseustes shropshirei
- Pseustes sulphureus